# Siliștea (Brăila)
Siliştea é uma comuna romena localizada no distrito de Brăila, na região de Muntênia. A comuna possui uma área de 101.60 km² e sua população era de 1864 habitantes segundo o censo de 2007.